# Men's Mental Health Awareness Month
Men's Mental Health Awareness Month is een jaarlijks evenement met als doel het bewustzijn te vergroten over de mentale gezondheid van mannen. Tijdens deze maand worden verschillende activiteiten en campagnes georganiseerd om aandacht te vragen voor de mentale gezondheidsuitdagingen waarmee mannen te maken kunnen krijgen, en om hen te ondersteunen bij het zoeken naar hulp en het verbeteren van hun welzijn. De Men's Mental Health Awareness Month wordt in de Verenigde Staten in juni gehouden, in het Verenigd Koninkrijk is hiervoor de maand november uitgekozen.

## Achtergrond
Men's Mental Health Awareness Month werd voor het eerst geïntroduceerd in het begin van de 21e eeuw door verschillende gezondheidsorganisaties die zich zorgen maakten over het gebrek aan aandacht voor de mentale gezondheid van mannen. Historisch gezien werd mentale gezondheid vaak gezien als een taboe-onderwerp, vooral onder mannen, wat leidde tot een hoge drempel voor het zoeken naar hulp. Deze maand werd ingesteld om de barrières rondom het bespreken van mentale gezondheid te doorbreken en om de noodzaak van adequate ondersteuning te benadrukken.
De belangrijkste doelstellingen van Men's Mental Health Awareness Month zijn het vergroten van bewustwording, het verminderen van stigma, het verbeteren van de toegang tot hulpbronnen en behandelingsopties, en het bieden van ondersteuning. 
Tijdens Men's Mental Health Awareness Month worden verschillende thema's behandeld, waaronder depressie en angst, zelfmoordpreventie, verslaving en werkgerelateerde stress. Het zelfmoordcijfer onder mannen ligt hoger dan bij vrouwen, maar mannen zoeken vaak geen hulp vanwege stigma en schaamte. 
Om Men's Mental Health Awareness Month onder de aandacht te brengen worden er tijdens de maand juni worden verschillende activiteiten en campagnes georganiseerd. Zo worden socialemediaplatforms als Twitter, Facebook en Instagram gebruikt om informatie te verspreiden en gesprekken te starten over mannen en mentale gezondheid. Daarnaast worden workshops en seminars georganiseerd waar gesproken wordt over verschillende aspecten van mentale gezondheid en welzijn.

## Organisaties
Verschillende organisaties zijn actief betrokken bij het promoten van Men's Mental Health Awareness Month, waaronder:
- Mental Health Foundation: Een organisatie die zich richt op het verbeteren van de mentale gezondheid van mensen in het algemeen, met speciale programma's voor mannen.
- Movember Foundation: Bekend om hun jaarlijkse Movember-campagne in november, richt deze organisatie zich ook op het hele jaar door het verbeteren van de mentale gezondheid van mannen.
- HeadsUpGuys: Een organisatie specifiek gericht op het bieden van middelen en ondersteuning aan mannen die met depressie worstelen.